# Colección de retratos de los condes de Barcelona de Felipe Ariosto
La Colección de retratos de los condes de Barcelona de Felipe Ariosto es una conjunto de retratos de los condes de Barcelona encargada por la Diputación del General de Cataluña al pintor Filippo Ariosto en 1587. La colección, que inicialmente estaba formada por 46 retratos de reyes godos, reyes francos y los condes de Barcelona, fue continuada posteriormente por otros autores hasta totalizar los 54 retratos que actualmente constituyen una de las más antiguas colecciones de Europa sobre monarcas y nobles.

## Historia
El encargo inicial surgió por la sugerencia de los diputados de la Generalidad de Aragón, que el año anterior habían hecho el mismo encargo al pintor italiano. 

## Colección inicial de los condes de Barcelona
La colección fue encargada por la Diputación del General de Cataluña en 1587 Felipe Ariosto, que, procedente de Zaragoza, ya había hecho lo mismo para la Diputación del General de Aragón. Tras las buenas recomendaciones que los diputados aragoneses enviaron a los diputados catalanes, éstos accedieron a hacerle el mismo encargo. La colección de retratos se iniciaba con los seis reyes vasos y continuaba con los cuarenta condes de Barcelona hasta Felipe I de Aragón (Felipe II de Castilla):

«los quaranta sis retratos de pintura al oli dels comtes y comtessas de Barcelona y señors godos,
 ço és, los quaranta dels comtes y comteses fins al Rey nostre señor don Phelip, vuy benauventurament
regnant y los sis godos que abans foren senyors de Cathalunya sobre tela guarnida de fusta»

Los diputados enviaron a Felipe Ariosto al Monasterio de Santa María de Ripoll, pidiendo a los monjes de la abadía que accedieran a abrir los sepulcros condales a fin de que el pintor italiano se hiciera mejor idea de las facciones de los condes de Barcelona que se preservaban allí sepultados y momificados. Tras agrias polémicas políticas el catálogo de la colección quedó finalmente constituido:
- 6 reyes godos: Ataulfo, Gala Placidia, Sigerico, Walia,Wamba, y Rodrigo
- 7 reyes francos y condes de Barcelona: Carlomagno, Bera, Ludovico Pío, Bernardo de Septimania, Jofre I de Arrià, Carlos el Calvo, y Salomón
- 16 condes de Barcelona : Jofre II el Piloso, Jofre III Borrell, Mir, Sunyer, Seniofré, Borrell, Ramón Borrell, Ermesenda, Berenguer, Ramón Berenguer I, Almodis, Ramón Berenguer II, Berenguer Ramón, Ramón Berenguer III, Ramón Berenguer IV y Peronella;
- 17 condes de Barcelona y reyes de Aragón : Alfonso el Casto, Pedro el Católico, Jaime el Conquistador, Pedro el Grande, Alfonso el Franco, Jaime el Justo, Alfonso el Benigno, Pedro el Ceremonioso, Juan el Cazador, Martín el Humano, Fernando el de Antequera, Alfonso el Magnánimo, Juan el sin Fe, Fernando el Católico, Juana la Loca, Carlos el Emperador y Felipe el Prudente (Felipe I de Aragón y II de Castilla).

Pintados entre 1587 y 1588 los cuadros estaban destinados a la decoración de la recién construida sala nueva de la casa de la Diputación del General, bautizada como Sala de los Reyes, y que corresponde a aquella que actualmente se denomina Salón Dorado del Palacio de la Generalidad.

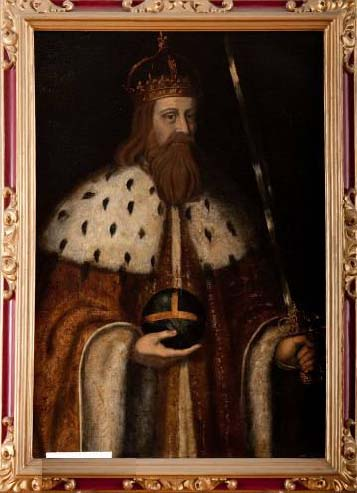
Carlos el Calvo
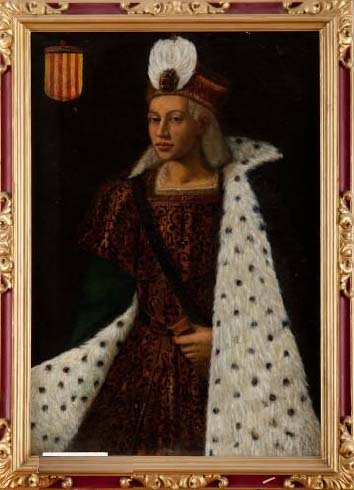
Conde Ramón Berenguer II de Barcelona
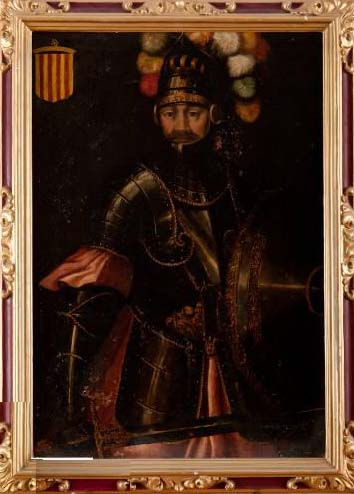
Ramón Berenguer III
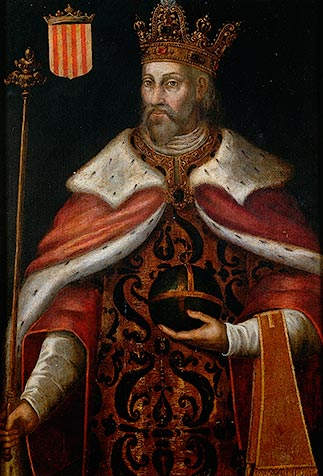
Alfonso IV de Aragón
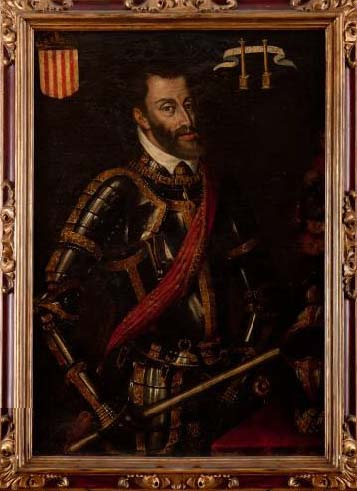
Carlos I de España

## Ampliación de la colección
Posteriormente nuevos pintores prosiguieron la colección incorporando otros retratos, como por ejemplo cuando el pintor Leandre Altisent convirtió el retrato de Paulo Flavio en el del rey visigodo Wamba en 1617. Asimismo en 1626 el pintor Joan Miquel Gallo realizó actualizaciones al retrato de Felipe II de Aragón (Felipe III de Castilla).

## Ubicación de la colección
La colección quedó en su emplazamiento a pesar de la derogación de la Generalidad de Cataluña (1714), momento a partir del cual la casa de la Diputación se convirtió en sede de la Real Audiencia del Principado de Cataluña. No fue hasta 1898 cuando los retratos fueron trasladados al Palacio de Justicia de Barcelona, lugar donde permanecieron hasta 1908 entre despachos y salones. En 1937 fueron trasladados al Palacio Nacional de Montjuïc (sede del actual MNAC). Durante la dictadura militar del general Franco los retratos pasaron a ser custodia de los museos municipales y en 1963, con la apertura del Museo Militar de Montjuïc, la mayor parte de los cuadros fueron trasladados, mientras que el resto quedaron en el actual MNAC. La clausura del Museo Militar de Barcelona en 2009 por un lado y el acuerdo entre el Ayuntamiento de Barcelona y la Generalidad de Cataluña del otro supuso la devolución municipal de los retratos a la institución que legítimamente era propietaria.

## Estado de conservación de los cuadros
Se trata de la galería monárquica más antigua y con mayor número de retratos conservados de España y probablemente de Europa ya que solo se han perdido tres de un total de cuarenta y seis. Además, constituye un hecho primordial de la historiografía catalana de época moderna, dado que ilustra el único intento exitoso de crear una historia oficial del Principado, el Epítome de la genealogía de los condes de Barcelona que antecede la compilación constitucional de 1588. Asimismo, la documentación de la galería se conserva íntegra en el Libro de Deliberaciones de la Generalitat (Archivo de la Corona de Aragón) -un hecho ciertamente excepcional-, por lo que podemos reconstruir los insólitos y apasionantes episodios que acompañan a la confección de su catálogo.